# Swallenia alexandrae
Swallenia  es un género monotípico de plantas herbáceas,  perteneciente a la familia de las poáceas. Su única especie: Swallenia alexandrae (Swallen) Soderstr. & H.F.Decker, es originaria de California.

## Descripción
Son plantas perennes; rizomatosas con culmos de unos 10-60 cm de alto; herbáceas; ramificado arriba (con ramas estériles y fértiles). Plantas desarmadas con hojas no agregadas basales; no auriculadas. La lámina estrecha; de 3-6 mm de ancho (14.4 cm de largo);  sin glándulas multicelulares abaxiales; sin venación. La lígula una franja de pelos. Contra-lígula ausente. Sona plantas bisexuales, con espiguillas bisexuales ; con los floretes hermafroditas. Inflorescencia paniculada;  (dispersas, 4-10 cm de largo) ; espigadas (las ramas cortas, adpresas, con 1-3 espiguillas); espateadas.

## Taxonomía
Swallenia alexandrae fue descrita por (Swallen) Soderstr. & H.F.Decker y publicado en Journal of Botany, British and Foreign 66: 141. 1928.
Etimología
El nombre del género fue otorgado en honor de Jason Richard Swallen, agrostólogo.
Sinonimia
- Ectosperma alexandrae Swallen[4][5]